# Жимунай
47°26′01″ пн. ш. 85°52′04″ сх. д. / 47.43354° пн. ш. 85.86787° сх. д.
Жимунай (кит. 吉木乃县, пін. Jímùnăi Xiàn, трансліт. Jeminay) — один із повітів КНР у складі префектури Алтай, СУАР. Адміністративний центр — містечко Топтерек.

## Географія
Жимунай лежить на захід від озера Улюнгур, спускається з північних схилів Саурського хребта у долину Іртиша.

### Клімат
Повіт знаходиться у зоні, котра характеризується кліматом помірних степів та напівпустель. Найтепліший місяць — липень із середньою температурою 21,1 °C. Найхолодніший місяць — січень, із середньою температурою -12,5 °С.
| Клімат повіту Жимунай                              | Клімат повіту Жимунай | Клімат повіту Жимунай | Клімат повіту Жимунай | Клімат повіту Жимунай | Клімат повіту Жимунай | Клімат повіту Жимунай | Клімат повіту Жимунай | Клімат повіту Жимунай | Клімат повіту Жимунай | Клімат повіту Жимунай | Клімат повіту Жимунай | Клімат повіту Жимунай | Клімат повіту Жимунай |
| Показник                                           | Січ.                  | Лют.                  | Бер.                  | Квіт.                 | Трав.                 | Черв.                 | Лип.                  | Серп.                 | Вер.                  | Жовт.                 | Лист.                 | Груд.                 | Рік                   |
| Середній максимум, °C                              | −6,7                  | −3,8                  | 2,4                   | 13,2                  | 19,8                  | 25                    | 26,9                  | 25,6                  | 19,4                  | 11                    | 1,1                   | −4,9                  | 10,8                  |
| Середня температура, °C                            | −12,5                 | −10                   | −3,2                  | 7,2                   | 13,7                  | 19,3                  | 21,1                  | 19,6                  | 13,2                  | 5,3                   | −4,1                  | −10,2                 | 5                     |
| Середній мінімум, °C                               | −16,8                 | −14,6                 | −7,6                  | 2,3                   | 8,5                   | 14,2                  | 16,1                  | 14,7                  | 8,3                   | 1                     | −4,1                  | −14,3                 | 0,3                   |
| Норма опадів, мм                                   | 12.8                  | 8.5                   | 13.9                  | 17.6                  | 25.9                  | 23.1                  | 29.2                  | 23                    | 20.5                  | 19.8                  | 24.5                  | 14.9                  | 233.7                 |
| Вологість повітря, %                               | 67                    | 68                    | 66                    | 52                    | 44                    | 44                    | 47                    | 45                    | 47                    | 58                    | 70                    | 70                    | 57                    |
| -------------------------------------------------- | --------------------- | --------------------- | --------------------- | --------------------- | --------------------- | --------------------- | --------------------- | --------------------- | --------------------- | --------------------- | --------------------- | --------------------- | --------------------- |
| Джерело: Дані метеостанції №51059 (КНР, 1991-2020) |                       |                       |                       |                       |                       |                       |                       |                       |                       |                       |                       |                       |                       |